# Моральный абсолютизм
Мора́льный (этический) абсолюти́зм (лат. absolutus – безусловный) — утверждение о существовании только одного источника нравственных норм, значимость которых признается универсальной и ничем не ограниченной.
Моральный абсолютизм соответствует убеждению, что существуют абсолютные стандарты, которые можно использовать для разрешения вопросов морали, и что определенные действия правильны или неправильны независимо от их контекста.
Моральный абсолютизм противопоставляется учению об относительности морали (моральному релятивизму). Относительность морали соответствует убеждению, что моральные истины варьируют в зависимости от социального, культурного, исторического или личностного контекста, а также от ситуативной этики, что фактически обозначает зависимость моральности действия от его контекста.
Согласно моральным абсолютистам, моральные законы являются составной частью законов Вселенной, природы человека и воли или характера Бога, или какого-либо другого фундаментального источника. Моральные абсолютисты рассматривают действия как моральные или аморальные в своей сути. Например, моральный абсолютист может рассматривать рабство, войну, диктатуру или смертную казнь, или насилие над женщинами и детьми как абсолютно и бесспорно аморальные вещи, независимо от верований и целей культуры, в которой они проявляются.
В некоторых исключениях, моральный абсолютизм ограничивается до убеждения, что действия моральны или аморальны независимо от обстоятельств, в которых они могут происходить. Ложь, например, всегда рассматривается в таком случае как аморальный поступок, даже если ложь была использована, чтобы совершить какой-то другой хороший поступок (например, спасение жизни). Эта редкая разновидность морального абсолютизма может быть контрастирована с моральной последовательностью — точкой зрения, что моральность поступка зависит от контекста или последствий этого поступка.
Современная теория прав человека представляет собой форму морального абсолютизма, обычно основанного на мнении о природе человечества и его сущности. Одна такая теория была создана Джоном Ролзом в его «Теории справедливости».
Этический абсолютистский взгляд на нравственность получает развитие ещё в древности. Сократ, Платон, Евклид Мегарский трактуют добро как абстрактную, вечную идею, противоположную всему изменчивому и обусловленному в материальном мире вещей.
В метаэтике моральный абсолютизм предстает в виде теорий, принадлежащих к моральному реализму. Моральный или этический реализм утверждает существование универсальных и объективных моральных норм и ценностей. Реалисты полагают, что существуют моральные истины, которые достигаются независимо от любой предпочитаемой перспективы, то есть данные истины являются абсолютными.